# Ӏ
Ӏ, ӏ czyli pałeczka (ros.: па́лочка) – litera cyrylicy używana w językach kaukaskich. W zależności od języka służy do modyfikowania głoski ją poprzedzającej albo do zapisu zwarcia krtaniowego.
Unikod: duża U+04C0, mała U+04CF.